# 질지골도후선우
질지골도후선우(郅支骨都侯單于, ? ~ 기원전 36년)는 서흉노의 선우다. 줄여서 흔히 질지선우(郅支單于)라 한다. 성은 연제(攣鞮)며, 이름은 호도오사(呼屠吾斯)다. 허려권거선우의 아들이며 호한야선우의 형으로, 흉노 서부에 웅거하며 호한야선우를 쳐서 쫓아냈으나 호한야선우가 한나라에 투항하고 그 비호를 받아 세력을 회복하자 서쪽에 머물면서 세력을 확장해 호한야선우의 동흉노와 전한과 맞섰다. 전한의 감연수와 진탕의 공격을 받아 살해됐다.

## 생애

### 서흉노의 선우
아버지 허려권거선우가 죽자 악연구제선우가 무단으로 즉위해, 자신은 민간으로 숨었고 동생 계후산(호한야선우)은 장인 오선막에게 도주했다. 악연구제선우의 폭정을 견디지 못한 흉노인들이 계후산을 호한야선우로 옹립하고 악연구제선우는 불리해져 자결하니, 호한야선우의 부름을 받아 좌록리왕이 됐다. 호한야선우는 악연구제선우의 잔당을 섣불리 제거하려다 실패해 도기선우·거리선우·호걸선우·오자선우가 일어서게 했으나, 기원전 56년 나머지 네 선우를 겨우 제압하고 크게 세력이 약화된 채로 선우정을 회복할 수 있었다. 이에 도기선우의 사촌동생 윤진선우가 일어나 흉노의 서쪽을 잘라내니, 당시 좌현왕을 지내고 있던 자신도 질지골도후선우를 일컬으며 자립해 흉노의 동쪽을 잘라내 흉노는 서부의 윤진선우, 중앙의 호한야선우, 동부의 질지골도후선우로 3분됐다.
기원전 54년, 윤진선우가 쳐들어오자 맞서 싸워 윤진선우를 죽였고, 여세를 몰아 호한야선우도 공격해 내쫓고 선우정을 탈취했다. 이렇게 흉노를 재통일하나 했지만, 호한야선우는 전한에 투항해 세력을 보존했다. 그러자 호한야선우처럼 기원전 53년, 아들 우대장 구우리수(駒于利受)를 전한 조정에 보내 황제를 모시게 했다. 기원전 51년, 호한야선우가 친히 조하하니, 자신도 사신을 보내 전한에 예물을 바쳤다. 기원전 50년에는 둘 다 사신을 보내 예물을 바쳤다.

### 전한과의 불화, 중앙아시아 정복
기원전 49년, 호한야선우는 다시 돌아오지 못할 것이라고 여기고 흉노의 서부를 회복하러 출병해, 원래 호한야선우를 섬기다 서쪽으로 달아나 자립한 이리목선우를 죽이고 그의 군사 5만여 명을 얻었다. 그러나 한나라가 호한야선우를 도우니 스스로 흉노를 평정할 수 없다고 여기고 오른쪽 땅에 머물렀다. 일단 오손과 힘을 합치려 오손의 두 곤미 중 친흉노파인 소곤미 오취도에게 사자를 보냈으나, 오취도가 한나라 편에 서서 사신을 죽이고 8천 기병으로 맞서자 이를 격파했다. 북쪽으로 오걸(호걸)을 격파해 항복시키고, 서쪽의 견곤(키르기스)과 북쪽의 정령도 굴복시켜 이 세 나라를 병합했다. 그리고 도읍을 견곤에 두었다. 르네 그루쎄는 질지골도후선우가 소그디아나까지 세력을 확장했다고 했다.
기원전 48년, 소그디아나 일대에 차린 새 선우정은 이제 한나라와 멀고, 한나라가 호한야선우를 옹호하는 것을 원망해, 사신을 보내 전한 황제를 모시는 아들 구우리수를 돌려보내면 한나라에 귀순할 것이라고 했다. 당시 한나라의 공우와 광형은 사자 곡길의 안전을 우려해 한나라 국경까지만 곡길이 구우리수를 호송하고 돌아올 것을 청했으나, 곡길은 흉노와의 관계를 중시해 자신의 죽음을 각오하고 구우리수를 선우정까지 호송했다. 질지선우는 곡길을 죽였다.
당시 호한야선우는 세력이 강성해져 질지를 두려워하지 않았고, 질지선우도 이를 알았고 또 한나라를 버렸으므로 습격을 두려워해 떠나려 했다. 마침 오손과 충돌하고 있던 강거가 함께 연합해 오손을 취하자 하니, 강거와 맹약을 맺고 군대를 이끌고 강거에서 파견한 귀인의 마중을 받아 강거로 갔다. 도중에 추위로 많은 인원을 잃어 3천 명만이 겨우 강거에 도착했다. 강거의 왕의 딸과 결혼했고, 자신도 딸을 강거의 왕에게 주었다.
강거는 질지선우의 위력을 빌려 주변 나라들을 누르고자 했다. 질지는 자주 병사를 빌려 오손을 쳐 오손의 서울 적곡성(赤谷城)까지 깊이 들어가 백성들과 가축들을 많이 죽이고 약탈해, 오손은 감히 추격하지 못했고, 서쪽 변경 수천 리에 걸쳐 사람이 살지 않았다. 스스로 대국이라 여기고 교만해져 강거의 왕이 예를 다하지 않는다 해 강거의 왕의 딸과 귀인과 백성 수백 명을 죽이고, 일부의 지체를 해체해 도뢰수(都賴水)에 던졌다. 그리고 그 백성을 징발해 성을 지어 2년 후에 완성했다. 주변의 합소(闔蘇)·대완 등 여러 나라를 꾸짖어 서흉노에 매년 조공을 바치게 했다.

### 감연수와 진탕의 습격, 사망
전한 조정에서는 그저 곡길 등의 시체를 돌려받으려 교섭했을 뿐이지 질지선우를 치려는 움직임을 보여주지는 않았지만, 서역 현지에서 근무하는 관리들의 생각은 달랐다. 서역도호기도위 감연수와 부기도위 진탕은 서흉노가 비록 전한에서 멀리 있지만, 이렇게 세력을 확장하면 마침내 오손까지도 이르고 한나라에도 해가 될 것이라 여겨, 서흉노를 칠 것을 계획했다. 서역 도시국가들의 병력을 모으고, 황제 원제의 명령까지 사칭해 가며 한족 병사와 이민족 병사 합쳐 4만 명을 끌고 서흉노 정벌에 나섰다. 이들은 먼저 오손을 핍박하는 강거부왕 포전(抱闐)을 격파하고, 강거 동쪽 경계로 가서 강거의 귀인 도묵(屠墨)을 은밀히 접견해 전한 편으로 끌어들였다. 선우성 60여 리 밖에 이르러서는 다른 귀인 패색(貝色)과 그 아들 개모(開牟)를 잡아 향도로 삼았는데, 개모는 도묵의 외삼촌으로 모두 질지선우를 미워해 질지선우의 정황을 알렸다. 다음날, 이들이 선우성 30리까지 진격해 영채를 세우니, 서로 사자를 주고받았다. 다음날, 이들이 질지성이 있는 도뢰수 가까지 오니, 선우성과의 거리는 3리였다.
선우성에는 오색 군기를 내걸고, 백여 기병은 성 밖을 왕래하게 하며, 백여 보병은 성문을 끼고 어린진을 폈다. 그리고 백여 기로 한나라 진영에 전쟁을 도발했으나, 한나라가 응하지 않고 화살만 당기니 백여 기는 성 안으로 들어갔다. 감연수와 진탕 군에게 드디어 성이 포위되었고, 성중에 만든 누각에서 화살을 쏘는 병사들은 한나라의 응사에 모두 누각 아래로 달아났다. 이 성은 본성은 토성이고 바깥에 이중 나무 성이 있어서 그 나무 성 위에서 화살을 쏘아 한군을 죽였으나, 한군은 나무 성에 불을 질러 무력화했다. 밤이 되자 수백 기를 내보내 쳤으나 화살 공격을 받고 죽었다.
질지선우는 처음 한나라가 온다는 소식을 듣고 달아나려 했으나, 강거가 한나라에 내통한 것이 아닌가 의심했고 또 오손 등 주변 나라들이 한나라와 연합해서 오는 것이므로 달아날 곳이 없다 하여 나갔다가 도로 돌아왔다. 한나라 군은 멀리서 왔으므로 오래 버틸 수 없으리라고 하면서. 이에 질지선우 본인이 친히 누각에 올라가고 연지들과 부인들은 성을 포위한 군사들에게 화살을 쏘았다. 그러나 자신은 코에 화살을 맞고, 부인들도 많이 죽었다. 결국 누각에서 내려와 친히 말을 타고 여기저기를 전전했다. 밤이 지나면서 나무 성이 뚫려 그 중에 있던 사람들은 토성으로 물러났다. 마침 강거 병사 만여 기가 와서 10여 곳으로 분산해 포위군을 역포위하고 야습했으나 오히려 흉노 군이 불리했다. 날이 밝자, 사방에서 불이 일어났고, 강거 군은 달아났다. 한나라 군은 마침내 토성까지 진입했다. 선우와 남녀 백여 명은 대내(大內)로 몰렸고, 한나라는 거기에 불을 지르고 병사들이 앞다투어 들어갔다. 질지선우는 부상을 입고 전사했고, 한나라의 군후가승(軍候假丞) 두훈에게 목이 잘렸다. 연지·태자·명왕 이하 1,518명이 목이 잘렸고, 145명이 포로로 잡혔고, 천여 명이 항복했다.

## 가계
- 허려권거선우
  - 질지골도후선우 호도오사
    - 구우리수

  - 호한야선우 계후산
  - 우록리왕

## 출전
- 반고: 《한서》 권94 하 흉노전제64 하·권70 부상정감진단전제40 중 감연수, 진탕

## 같이 보기
- 호연씨